# Szíriusz kapitány és Csillaglány (regény)
Szíriusz kapitány és Csillaglány László Endre magyar író  ifjúsági, sci-fi kalandregénye. A kötet először 1984-ben jelent meg a Móra Ferenc Könyvkiadó gondozásában.

## Történet
|  | Alább a cselekmény részletei következnek! |

Minden erőnk forrása anyánk, a Nap!
2480-ban a Világállam polgárai nyugalomban és békében éltek. A népek összefogásának köszönhetően a korábban gazdasági versenyre és véres háborúkra elpazarolt pénzt, energiát, időt a betegségek legyőzésére, az emberek életszínvonalának emelésére és az űrkutatásra fordíthatták. A Naprendszer felderítése folyamatosan történt, kutatóbázisok létesültek már a Marson, a Vénuszon és a Merkúron. A Föld kísérőjén, a Holdon 48 űrkikötő található, a 211 kupolavárosban tízezer ember élt. Hernyótalpas lunamobil szántotta a holdport, graviplánok, űrbuszok  száguldoztak az űrben, barátságos robotokkal beszélhettek hőseink, szuperszámítógépekkel kereshették a képtelen feladatok lehetetlennek tetsző megoldását. Speciális volt a holdbéliek időszámítása is: itt a 354 órás SOL-ciklust (fényes nappalt) 354 órás NOX-ciklus (sötét éjszaka) váltotta.
Egy napon 51 ártatlan betűből álló ismeretlen eredetű szöveg okozott bonyodalmat. Kiderült, hogy egy 500 fényévnyire lakó ismeretlen civilizáció próbálta meg felvenni az emberiséggel a kapcsolatot.
Az idegenek küldötte, egy világnyelven beszélő anyagtalan kivetülés volt, amely egy csinos leányzó személyében emberi alakot öltött. A kedves lényt – kíváncsi természete lévén – minden érdekelte, ami az emberiséggel kapcsolatos. Bár állítása szerint a megbízói technikai fejlettség terén tízezer évvel a földiek előtt járnak, részletesen vizsgálódott a holdi kolónia épületeiben, intézményeiben, az emberek mindennapjaiban. Csillagocska „eredetije” állítása szerint egy – a Holdtól – húszmillió km-re lévő láthatatlan és bemérhetetlen űrállomás akciócellájában tartózkodott.
A sci-fi főszereplői a Négyek Tanácsának tagjai: a francia származású Pierre Renard, a félig osztrák, félig finn származású, vörös hajzuhatagú Liuna Steff, a magyar Kocsis Berci – ők 16 éves fiatalok – és Pinton Casteiro, a tízéves spanyol kisfiú, akit az első regényben megmentett a sztázisból az akkor még Hármak Tanácsa.
Valamennyien rokonszenvesnek találták a földönkívüli lényt, ezért idegenvezetőként segítették az adatgyűjtésben.
Eleinte fel sem merült bennük, hogy az ismeretlen létforma rosszindulatú, netán ellenséges szándékú lehet az emberiséggel szemben. Később azonban, a tiltás ellenére elkezdett kutakodás során egy-két furcsa, megmagyarázhatatlan esemény után gyanakodni kezdtek. Egy idő múlva elképzelhetőnek tartották, hogy a lény valójában álcázott felderítő, esetleg megtévesztett kém, aki talán egy merényletterv akaratlan részese, különösen miután az utolsó látogatása során bolygószintű halálos veszélyre figyelmeztette vendéglátóit és segítséget kért tőlük.
Az ezt követő nyomozás során a Négyek Tanácsa, kiegészülve Szíriusz tudós kapcsolataival rájön, hogy az adások a Földről, 'Eiao szigetéről, a sulu Hoi To professzor létesítményéből jönnek, Csillaglány pedig Ilolo, a professzor lánya.
Csillagocska anyaggyűjtése szokatlan következményekkel járt, felderítői küldetése nem várt eseménnyel záródott. HoiTo, aki a felesége húsz évvel azelőtti halála után a trauma és a tudományos elutasítás hatására fokozatosan csúszik bele az őrületbe, egy időben elmegyógyintézetben is kezelik. Ekkoriban örökli meg a Sulu törzs királyi címét, de akkor ez már nem elégíti ki: az egész Föld uralkodója kíván lenni, rezidenciáját a Holdon berendezve. Ehhez az egész holdi népességet tervezi kiirtani "halálsugarával". Az Ilolo által összegyűjtött adatokra az akció megtervezéséhez van szüksége.  Szíriuszék rohamcsapata az utolsó pillanatban fogja le a professzort, aki meg akarja ölni az ellene fordult Ilolót. HoiTo-t saját kérésére erődje 102-es cellájába zárják, ahonnan a professzor aktiválja a létesítmény önmegsemmisítőjét.
A szerencse nem vak, a bátran, a határozottan cselekvőket segíti.
|  | Itt a vége a cselekmény részletezésének! |

A százéves nyugalmazott űrhajós-orvoskapitány, Viktor Szíriusz és fiatal barátainak történetében szellemesen keveredett az ismeretterjesztő szándék (szólásmagyarázatok, fizikai, kémiai, matematikai, történelmi, irodalmi, biológiai miniokfejtések) a kalanddal és a tudományos-fantasztikus elemekkel.

## Szereplők
- Viktor Szíriusz kapitány
- Pierre Renard
- Kocsis Berci
- Liuna Steff
- Pinton Casteiro
- Leonida néni
- Csillaglány (Ilolo Hoi To)
- Roberto Namora
- Adam Renard
- Kocsis János professzor
- Perez Casteiro
- Knox kormányzó
- HoiTo professzor
- Csibész

## Technikai találmányok a regényben
A könyvben megtalálható a mobiltelefon őse: a videofon, az űrrepülőgép graviplán és graviton néven fut, az óriási vízicsiborhoz hasonlatos koleopter, a minihelikopter, a fotonhajtású csillaghajó és a lézerfegyver.
A beláthatatlan technikai fejlődés további termékei a plasztikinó: DVD-lejátszó és a lunabusz: csoportos, turisták által igénybe vett űrközlekedési-eszköz; a „repülő bogár”: miniatűr távirányítású lehallgató-készülék; és térfotó: térbeli holografikus kivetítő.
A legaranyosabb az emberbarát robot és általános célú, audio interfésszel és mágnesszalagos háttértárolóval felszerelt számítógép: Csibész, a műpuli.

## Bíbor bolygó
A talányos és utópisztikus Bíbor bolygó nevét növényzete lombozatának színéről kapta. A növények fotoszintetizáló molekulája csak a kék komponenst nyeli el a fényből, ezért vöröses a színe. A bolygó bemutatásával László Endre egy másik – lehetséges – jövőbeli világot fest le, ahol elsődleges a rend, a pontosság, a munkaszeretet; ahol mindenki szorgalmas, becsületes, okos és egészséges. Bár cserébe lemondanak minden feleslegesről: ott nincs mese, nincs vers, se színdarab, se regény, se tánc, se zene.